# Carl Köttgen
Carl Köttgen (ur. 29 sierpnia 1871 w Barmen, zm. 12 grudnia 1951 w Düsseldorfie) – elektromechanik, dr inż., niemiecki konstruktor i wynalazca, racjonalizator, zwolennik tayloryzmu i fordyzmu.
Od początku kariery zawodowej silnie związany z Siemens-Schuckertwerke GmbH, bliski współpracownik Carla Friedricha von Siemensa.
Od 1903 odpowiedzialny za realizację zleceń zewnętrznych przedsiębiorstwa Siemens-Schuckertwerke GmbH, w tym za konstrukcję pierwszego na świecie silnika windy zasilanej zespołem generatorów Ilgnera w kopalni Zollern II koło Dortmundu i konstrukcję pierwszego dwubiegowego silnika w Georgsmarienhütte koło Osnabrück w Niemczech.
Od 1905 członek, a od 1921 do 1939 przewodniczący rady nadzorczej i dyrektor generalny Siemens-Schuckertwerke GmbH.
W latach 1926–1927 przewodniczący Stowarzyszenia Elektrotechnicznego (niem. Verband der Elektrotechnik, Elektronik und Informationstechnik, VDE), a w latach 1929–1931 przewodniczący Niemieckiego Towarzystwa Inżynierów (niem. Verein Deutscher Ingenieure, VDI).
Zwolennik racjonalizacji produkcji, po powrocie z USA i na bazie zdobytych tam doświadczeń propaguje i wdraża amerykańskie metody organizacji produkcji w Niemczech. W 1931 r. przejął schedę po Carlu Friedrichu von Siemens jako przewodniczący Zarządu Gospodarności Przemysłu i Rękodzieła Rzeszy (niem. Reichskuratorium für Wirtschaftlichkeit in Industrie und Handwerk, RKW).
W latach 1932–1933 przewodniczący Zrzeszenia Niemieckich Pracodawców (niem. Vereinigung Deutscher Arbeitgeberverbände (VDA)).